# Trẩu trơn
Trẩu trơn hay còn gọi trẩu lùn, tung (danh pháp hai phần: Vernicia fordii) là một loài cây sớm rụng lá trong họ Đại kích. Nó có nguồn gốc ở Trung Quốc. Tại đây nó có nhiều tên gọi như: 油桐 (du đồng - tức cây đồng lấy dầu) là tên gọi chính thức, trong khi các tên khác như 桐油樹 - đồng du thụ, 光桐 - quang đồng, 三年桐 - tam niên thụ, 百年桐 - bách niên thụ, 桐子樹-đồng tử thụ) là các tên gọi phổ biến. Tại Việt Nam, một số người còn gọi nó là cây tung (có lẽ là do ảnh hưởng của kiểu phiên âm bính âm của 桐 là tóng được sách vở bằng tiếng Anh viết là "tung tree") hoặc trẩu lùn, trẩu đồng, trẩu Trung Quốc.
Cây du đồng có giá trị để lấy dầu, nó được chiết ra từ hạt của cây này. Nó cũng đã được đưa vào Argentina, Paraguay và Hoa Kỳ để trồng.
Dầu du đồng, còn gọi là dầu gỗ Trung Hoa, trong lịch sử đã được dùng để thắp đèn tại Trung Quốc. Ngày nay, nó được sử dụng như là một thành phần của sơn, véc ni cũng như để xảm thuyền. Nó cũng được dùng để đánh bóng các đồ gỗ gia dụng. Dầu của nó có độc do chứa saponin. Thành phần chủ yếu của dầu du đồng là 75 - 80% axít a-elaeo stearic, 15% axít ôleic, khoảng 4% axít palmitic, khoảng 1% axít stearic. Các chất khác ở dạng dấu vết như tanin, các phytosterol, và saponin.

## Đặc điểm
Cây thân nhỏ, cao tới 7–9 m (23–30 ft) với tán rộng. Lá đơn, mọc so le, dài từ 15–25 cm (6-10 inch) và rộng bản, hình trái tim hay với 3 thùy nông, giống lá cây thích, cuống lá dài, màu xanh lục cả trên và dưới với các tuyến màu đỏ dễ thấy tại gốc lá. Hoa đơn tính trên cùng một cây, có 5 cánh màu trắng với các sọc màu đỏ hay tía ở phần dưới phía trong, sát với cuống hoa, xuất hiện trước hoặc cùng với lá thành cụm vào khoảng tháng 4-5. Quả cứng, là loại quả hạch hình quả lê, kích thước 4–7 cm (1.5- 3 inch), thông thường chứa 4-5 hạt to có chứa dầu, hàm lượng đạt tới 58-70%, quả non có màu xanh lục, nhưng khi chín chuyển thành màu nâu-tía vào cuối mùa hè hay đầu mùa thu (tháng 7-10). Vỏ cây mỏng và nhẵn, màu nâu xám với các rãnh rất nông màu nâu đỏ.